# Estadio Carlos Samamé Cáceres
El Estadio Carlos Samamé Cáceres es un estadio de fútbol localizado en la ciudad de Ferreñafe, en el Departamento de Lambayeque, Perú. El estadio cuenta con una capacidad de aproximadamente 6 000 espectadores. Es utilizado ocasionalmente por el Club Juan Aurich y el Fútbol Club Carlos Stein, ambos de la Segunda División del Perú. Este recinto es principalmente utilizado para la práctica del fútbol y es la sede de equipos locales de ciudad de Ferreñafe que disputan la Copa Perú.

## Estructura
Cuenta con césped natural y tiene capacidad para 6,000 espectadores, distribuidos en una sola tribuna: Occidente.

## Estado y mantenimiento
En 2020 sufrió un incendio que afectó a más de la mitad del césped, lo que obligó a hacer obras de remodelación.
Según informó la cadena de radio peruana RPP, el estado general del estadio está bastante deteriorado: hay agujeros en la cancha, y los camerinos, las gradas y el panel de resultados están en mal estado, lo que ha provocado accidentes y ha hecho disminuir la concurrencia de público.
No cuenta con pista atlética ni calefacción subterránea. Su superficie es de césped natural, sin sistemas de climatización bajo tierra.